# Metropolia Sassari
Metropolia Sassari – metropolia Kościoła rzymskokatolickiego we Włoszech, a ściślej na Sardynii. Powstała w 1073. Obejmuje metropolitalną archidiecezję Sassari oraz trzy diecezje.
W skład metropolii wchodzą:
- archidiecezja Sassari
- diecezja Alghero-Bosa
- diecezja Ozieri
- diecezja Tempio-Ampurias